# Landratsbezirk Schotten
Der Landratsbezirk Schotten war ein Landratsbezirk in der Provinz Oberhessen des Großherzogtums Hessen. Er bestand von 1821 bis 1832.

## Geschichte

### Entstehung
Im Zuge der Verwaltungsreform von 1821 im Großherzogtum wurden auch auf unterer Ebene Rechtsprechung und Verwaltung getrennt und die Aufgaben der überkommenen Ämter in Landratsbezirken (zuständig für die Verwaltung) und Landgerichtsbezirken (zuständig für die Rechtsprechung) neu organisiert. Der Landratsbezirk Schotten entstand dabei aus
- dem größeren Teil des Amtes Schotten,
- Teilen des Amtes Lißberg (Gerichte Burkhards und Crainfeld) und
- Teilen des Amtes Ulrichstein, einschließlich der Stadt Ulrichstein und des Gerichtes Bobenhausen.

Der Bezirk enthielt 31 Orte. Alle gehörten zu den Dominiallanden, standen also unter der ausschließlichen Hoheit des Staates.
Die Aufgaben der Rechtsprechung erster Instanz, die die nun aufgelösten Ämtern wahrgenommen hatten, wurden dem ebenfalls neu gegründeten Landgericht Schotten übertragen.

### Auflösung
In der Gebietsreform 1832 wurden die Landratsbezirke aufgelöst und zu größeren Kreisen zusammengelegt. Deren Zuschnitt wurde kurz darauf mit einer weiteren Verordnung festgelegt. Der Landratsbezirk Schotten verschmolz dabei mit dem Landratsbezirk Nidda zum Kreis Nidda.

## Interne Organisation
Der Landratsbezirk Schotten war in 21 Bürgermeistereien eingeteilt, die dem Landrat unterstanden. Dabei wurden häufig mehrere kleinere Ortschaften durch eine Bürgermeisterei verwaltet. Entsprechend der Gemeindeverordnung vom 30. Juni 1821 stand den Gemeinden ein gewählter Ortsvorstand vor, der sich aus Bürgermeister, Beigeordneten und Gemeinderat zusammensetzte. Schultheißen wurden nicht mehr eingesetzt.
Bürgermeistereien
1. Bermuthshain,
2. Betzenrod mit Götzen,
3. Bobenhausen II,
4. Breungeshain,
5. Burkhards,
6. Crainfeld,
7. Eichelsachsen mit Jagdschloss Zwiefalten,
8. Feldkrücken mit Kölzenhain,
9. Grebenhain,
10. Herchenhain mit Hartmannshain,
11. Kaulstoß mit Sichenhausen,
12. Michelbach mit Busenborn,
13. Ober-Seibertenrod mit Höckersdorf,
14. Rainrod,
15. Rüdingshain,
16. Schotten,
17. Sellnrod mit Schmitten,
18. Ulfa mit Stornfels,
19. Ulrichstein,
20. Wingershausen mit Eschenrod und
21. Wohnfeld mit Altenhain.

## Parallele Fachverwaltungen

### Finanzverwaltung
Für die Einnahmen aus Staatseigentum (den sogenannten Domanialen) waren die Rentämter zuständig. Alle Orte des Bezirks waren dem Rentamt Schotten zugeteilt.
Davon getrennt war die Steuerverwaltung. Für den Landratsbezirk war die Ober-Einnehmerei Nidda zuständig. Der Steuerbezirk Schotten war in zwei Distrikts-Einnehmereien gegliedert denen die folgenden Orte zugeordnet waren:
1. Burkhards mit Bermuthshain, Crainfeld, Eichelsachsen, Eschenrod, Grebenhain, Hartmannshain, Herchenhain, Kaulstoß, Rainrod, Sichenhausen, Stornfels, Ulfa, Wingertshausen;
2. Schotten mit Altenhain, Betzenrod, Bobenhausen, Breungeshain, Busenborn, Feldkrücken, Götzen, Heckersdorf, Kölzenhain, Michelbach, Oberseibertenrod, Rüdingshain, Schmitten, Sellnrod, Ulrichstein und Wohnfeld.

Der Bezirk gehörte zum Hauptzollamt Alsfeld und hatte ein Grenznebenzollamt II. Klasse in Bermuthshain.

### Forst
Aus dem Landratsbezirk gehörten zum „Forst Schotten“ die Forstreviere:
1. Eichelsachsen mit Breungeshain, Burkhards, Busenborn, Eschenrod, Kaulstoß, Michelbach, Wingershausen und Zwiefalten,
2. Feldkrücken mit Altenhain, Bobenhausen, Götzen, Heckersdorf, Kölzenhain, Oberseibertenrod, Rüdingshain, Schmitten, Sellnrod, Ulrichstein und Wohnfeld,
3. Grebenhain mit Bermuthshain, Crainfeld, Hartmannshain, Herchenhain, Sichenhausen und
4. Rainrod mit Betzenrod, Schotten, Stornfels, Ulfa

### Kirche
Die die Orte des Landratsbezirks bildeten 12 evangelische Pfarreien die zum „Inspektorat Schotten“ gehören:
1. Bobenhausen mit Feldkrücken, Heckersdorf, Kölzenhain, Oberseibertenrod und Wohnfeld
2. Breungeshain
3. Burkhards mit Kaulstoß
4. Busenborn
5. Crainfeld mit Bermuthshain und Grebenhain
6. Eschenrod
7. Herchenhain mit Hartmannshain und Sichenhausen
8. Schotten mit Betzenrod, Götzen, Michelbach, Rainrod und Rüdingshain
9. Sellnrod mit Altenhain und Schmitten
10. Ulfa mit Stornfels
11. Ulrichstein
12. Wingertshausen mit Eichelsachsen und Zwiefalten

## Historische Beschreibung
Die Statistisch-topographisch-historische Beschreibung des Großherzogthums Hessen berichtet 1829 über den Landratsbezirk Schotten:
Die Lage wird beschrieben als: „Der ganze Bezirk gehört, mit Ausnahme der Orte Stornfels und Ulfa, zum Vogelsberg, und liegt zwischen dem 50°, 26′ und 50°, 36′ nördlicher Breite,
und zwischen dem 26°, 39′ und 27°, 4′ östlicher Länge, und wird begrenzt gegen Norden: von den Bezirken Hungen, Grünberg und Alsfeld; gegen Osten: vom Bezirk Lauterbach; gegen Süd:
vom Churfürstenihum Hessen und dem Bezirk Nidda; gegen Westen: von dem Bezirk Hungen.“
Die Natürliche Beschaffenheit als: „a) Oberfläche und Boden: Hier ist die größte Hohe des Vogelsbergs, wo sie den Oberwald ausmacht. Das Gebirg er hebt sich von Westen her, steigt bis zum Oberwald und verliert sich von da gegen Norden. Der Oberwald bildet eine große Ebene, die 2 Meilen lang und 4 Meile breit ist, und mit ihren auslaufenden Aesten einem verschobenen Sterne ähnlich sieht. Diese Höhe besteht aus Basalt, und die Breungeshainer Heide, die bis zur hochsten Höhe des Oberwaldes zieht, ist eine der rauhesten Gegenden wo im Winter schon mancher Mensch sein Leben eingebüßt hat. Der höchste Gipfel des Oberwaldes ist der Taufstein, der sich gegen Südosten erhebt, und als ein entsetzlicher Basalthaufen nur einen Zugang hat. Der Grisselfels, ein ungeheurer Basaltfels steht gegen Nordosten. Der Schnee bleibt den großten Theil des Jahres liegen. Gegen Westen erhebt sich der Ulrichsteiner Schloßberg, und südwärts der Bilstein, der zunächst Breungeshain liegt. Vom Oberwald laufen viele Aeste nach allen Richtungen aus, theilen sich wieder, und verflachen sich nach und nach.
Die Hauptzüge sind: 1) die hohe Straße geht südwestwärts und verflacht sich in der Gegend von Ortenberg und Lißberg; 2) der Rücken, an dem sich das sogenannte Drachenloch befindet; dieser geht gegen Südwesten; 3) die Feldkrücker Hohe, geht vom Dorfe Feldkrücken südwestwärts nach Westen hin, und zieht sich dann hinter Schotten südwestwärts herab; 4) die Bobenhäuser Höhen, gehen nach dem Bezirk Grünberg; 5) die Feldaer Höhen, nehmen auf der nördlichen Seite von Ulrichstein ihren Anfang, und gehen in den Bezirk Alsfeld; 6) die Höhen, die vom Oberwald gegen Alsfeld in den Bezirk Alsfeld auslaufen. Die Höhen, die der Vogelsberg in diesem Bezirk bildet, sind in abnehmender Hohe folgende: der hochste Punkt 3104 Hess. Fuß (0,25 m), Oberwald, auch sieben Ahorne genannt, 2965 Hess. Fuß, Hohenrodskopf 2948 Hess. Fuß, Nesselberg 2943 Hess. Fuß, Taufstein 2924 Hess. Fuß, Forellenreich 2859 Hess. Fuß, Geiselstein 2840 Hess. Fuß, Bilstein 2600 Hess. Fuß, Herchenhain 2592 Hess. Fuß, Ulrichsteiner Schloß 2501 Hess. Fuß, Küppel 2427 Hess. Fuß, Edmannshain 2341 Hess. Fuß, Feldkrücken 2093 Hess. Fuß, Crainfeld 1742 Hess. Fuß, Kaulstoß 1726 Hess. Fuß, Kiliansherberg 1656 Hess. Fuß, Bobenhäuser Thalpunkt 1535 Hess. Fuß, Scholten 1044 Hess. Fuß. Der Boden ist nicht fruchtbar, weil er an vielen Orte mit größem und kleinern Steinen vermengt ist, auch viel Eisensteine enthält, so daß die Ertragsfähigkeit zuweilen ganz aufhört. Besonders unfruchtbar sind die rauhen Gegenden von Herchenhain, Hartmannshain, Sichenhausen, Breungeshain, Feldkrücken, Kölzenhain etc., hier wachsen keine Obstbäume, auch werden keine Winterfrüchte gebaut, weil sie die Strenge des Winters selten aushalten würden.

b) Gewässer: 1) die Nidda; 2) die Nidder; 3) die Ohm.“
Die Bevölkerung als: „Diese beträgt 15,851 Seelen; unter diesen sind 15,549 Evangelische, 13 Katholiken und 289 Juden, die zusammen 2 Städte, 1 Marktflecken und 28 Dörfer, überhaupt 2926 Häuser bewohnen.“
Die Naturprodukte als: „326 Pferde, 41 Fohlen, 53 Bullen, 353 Ochsen, 6333 Kühe, 3388 Rinder; 2714 Schweine; 9430 Schaafe; 350 Ziegen; 59 Esel. Korn, Gerste, Hafer, etwas Weizen, Flachs, Kartoffel, Futterkräuter. Basalte, sowohl Kugel als schoner Säulenbasalt, findet sich im größer Theile des Bezirks und oft in ungeheu ter Menge, indem der Vogelsberg lediglich der Basaltformation angehort. Eisensteine giebt es bei Zwiefalten, so wie Tufstein, Zeolith, schwarze Schörle, rother Ocker hier und da vorkommen.“
Das Gewerbe und Handel als: „Viehzucht, Handwerke. Der Ackerbau hat wegen der steilen Lag vieler Güterstücke, so wie wegen des rauhen Climas mit vielen und mancherlei Schwierigkeiten zu kämpfen, daher die Einwohner dieses Bezirks mit zu den ärmern des Voqelsbergs gehören, obgleich sie sehr gewerbsfieißig sind. Ulrichstein namentlich treibt eine starke Viehzucht. Zu Schotten finden sich allein 97 Tuchmacher, deren es auch noch in einigen andern Bezirksorten giebt. Auch sind in Schotten 15 Strumpfweber, 4 Tuchbereiter. 20 Leineweber. Betzenrod zählt 31 Leineweber; Breungeshain 15, Herchenhain 12, Michelbach 17, Götzen 11 etc. Die Einwohner zu Bobenhausen nähren sich zum Theil mit Woll- und Baumwollspinnen und dem Handel mit Leinsaamen und Oel. Die 54 Metzger in Schotten bereiten sehr viele und gute Würste, und treiben damit einen lebhaften Handel. Sodann finden sich in Schotten 15 Schuhmacher, 8 Rothgerber, 3 Hutmacher und 4 Färber. Der einzige Ort Rainrod hat 74 Nagelschmiede, die eine große Menge Waaren fertigen und diese in der Umgegend und in entfernleren Gegenden absetzen. Ulrichstein mästet vieles Vieh, als Ochsen und Schweine, und bringt solches zum Verkauf. Im Bezirk finden sich mehr als 70 Mühlen, worunter mehrere Walkmühlen, die übrige aber Mahl- und Oelmühlen sind. Die Viehmärkte setze vieles Geld in Citkulauon, und besonders wird auf den Märkten zu Herchenhain, Schotten und Crainfeld vieles Vieh jeder Art aufgetrieben und verkauft. Eine Chaussee durchzieht oder berührt den Bezirk nicht, wodurch den Bewohnern schon ein nicht unbedeutender Nahrungszweig entgeht.“